# Roč, Buzet
Roč (italijansko Rozzo) je naselje na Hrvaškem, ki upravno spada pod mesto Buzet; le-ta pa spada pod Istrsko županijo.

## Lega
Naselje, v katerem je po popisu leta 2001 živelo 146 prebivalcev, leži na 355 m visokem griču v osrednji Istri vzhodno ob Buzeta ob cesti Buzet- Lupoglav in železniški progi Divača - Pulj.

## Zgodovina
Kraj se prvič omenja leta 1064. Naselje je bilo skozi stoletja utrjeno. Do začetka 19. stoletja je imelo v njem velik vpliv cerkvena oblast. Še danes so v naselju tri cerkve, in sicer romanska sv. Roka, v kateri so freske iz 14. stoletja, gotska sv. Antuna opata iz 12. stoletja v kateri je v križe vgraviran znamenit Ročki glagolski abecedarij in župnijska sv. Bartula iz 1495. Na trgu stojijo renesančna hiša iz 1475, manieristična palača in mestna loža iz 18. stoletja. Roč je bil od 13. stoletja središče glagoljaške književnosti. Tu je bila 1483 natisnjena prva hrvaška tiskana knjiga Kosinjski misal.

### Aleja glagoljašev
V Roču se začne leta 1977 urejena Aleja glagoljašev oz. Glagoljaški drevored (Viale dei Glagoliti), v spomin na glagoljaše, ki so s svojimi deli utrjevali narodno zavest istrskega prebivalstva, z enajstimi spomeniki z napisi v glagolici, potekajoča po 7 km dolgi cesti do Huma.

## Demografija
| Pregled števila prebivalcev po letih | Pregled števila prebivalcev po letih | Pregled števila prebivalcev po letih | Pregled števila prebivalcev po letih | Pregled števila prebivalcev po letih | Pregled števila prebivalcev po letih | Pregled števila prebivalcev po letih | Pregled števila prebivalcev po letih | Pregled števila prebivalcev po letih | Pregled števila prebivalcev po letih | Pregled števila prebivalcev po letih | Pregled števila prebivalcev po letih | Pregled števila prebivalcev po letih | Pregled števila prebivalcev po letih | Pregled števila prebivalcev po letih |
| ------------------------------------ | ------------------------------------ | ------------------------------------ | ------------------------------------ | ------------------------------------ | ------------------------------------ | ------------------------------------ | ------------------------------------ | ------------------------------------ | ------------------------------------ | ------------------------------------ | ------------------------------------ | ------------------------------------ | ------------------------------------ | ------------------------------------ |
| 1857                                 | 1869                                 | 1880                                 | 1890                                 | 1900                                 | 1910                                 | 1921                                 | 1931                                 | 1948                                 | 1953                                 | 1961                                 | 1971                                 | 1981                                 | 1991                                 | 2001                                 |
| 152                                  | 165                                  | 188                                  | 164                                  | 191                                  | 212                                  | 2030                                 | 1796                                 | 149                                  | 139                                  | 157                                  | 162                                  | 161                                  | 178                                  | 146                                  |